# Charles Rothschild
Nathaniel Charles Rothschild (9 de mayo de 1877 - 12 de octubre de 1923) fue un banquero y entomólogo inglés, miembro de la familia Rothschild. Es recordado por la La lista Rothschild, una lista que elaboró en 1915 de 284 lugares en toda Gran Bretaña que consideraba adecuados para reservas naturales.

## Familia
Nathaniel era hijo de Nathan Rothschild, I barón Rothschild, y de Emma Rothschild (von Rothschild de soltera). Murió antes que su hermano mayor, Walter Rothschild, II barón Rothschild (1868-1937), que murió sin descendencia. Por lo tanto, el título pasó al hijo de Charles, Victor Rothschild, III Barón Rothschild. Fue alumno de la Harrow School, lo que le pareció un tanto traumatizante ante la intimidación que padeció a causa de su religión.
Trabajó como socio en el banco familiar N M Rothschild & Sons en Londres. Todas las mañanas iba al Banco Rothschild, pero sus intereses se centraban en la ciencia y la historia natural. También se mostró muy interesado en la refinería de oro operada por Rothschild, e inventó una variedad de dispositivos para recolectar oro y trabajar el oro desde un punto de vista científico. También se convirtió en presidente de Alliance Assurance Company.